# الکساندرس روگه
الکساندرس روگه (لتونیایی: Aleksandrs Roge؛ ۱۹ آوریل ۱۸۹۶ – ۱۹۴۵ (۴۸−۴۹ سال)) بازیکن فوتبال اهل لتونی بود.
از باشگاه‌هایی که در آن بازی کرده‌است می‌توان به اشاره کرد.
وی همچنین در تیم ملی فوتبال لتونی بازی کرده‌است.